# Фаворит (фильм, 1974)
«Фаворит» (англ. Dead Cert) — художественный фильм Великобритании 1974 года по одноимённому роману Дика Френсиса.

## Сюжет
Двое владельцев лошадей решили участвовать в бегах с препятствиями. Лошадь Билла Дэвидсона «Адмирал» ведет себя очень странно во время прохождения препятствий и сбрасывает седока. Билл умирает от полученных травм. Его друг Алан подозревает, что животное пострадало от недобросовестных букмекеров и начинает расследование. Он не знает, насколько опасны его оппоненты.

## Актёры
- Джуди Денч
- Майкл Уильямс
- Скотт Энтони
- Гловер, Джулиан
- Нина Томас
- Хогг, Йен
- Джон Биндон
- Марк Дигнам
- Джозеф Блэтчли
- Билл Фрейзер

## Съёмочная группа
- Сценарий: Тони Ричардсон
- Режиссёр: Тони Ричардсон
- Композитор: Джон Аддисон
- Оператор: Фредди Купер
- Художник: Дэвид Брокхёрст
- Монтаж: Джон Глен